# منحدر زلق
مغالطة المنحدر الزلق (بالإنجليزية: Slippery slope)‏ أو أنف الجمل كما تسمى، ويطلق عليها مغالطة الانزلاق بالنتائج فهي حينما يُعتقد بأن فعلاً ما، سوف يجر وراءه سلسلة محتومة من العواقب التي تنتهي بنتيجة كارثية، أو بمعنى آخر، هي المغالطة التي تتحقق عندما يتم القفز بالنتائج على نحو خالٍ من المنطق والتسلسل في الأحداث أو الذي لا يحتمل حصوله بصورة كبيرة، بحيث تكون الفرصة للوصول لمثل هكذا نتيجة هي فرصة ضيقة جداً وليست لحظية. وتسير المغالطة على النحو التالي:
1. إذا كانت الدعوى (أ) صحيحة، كانت (ب) صحيحة.
2. إذا كان (ب) صحيحة، كانت (ج) صحيحة.
3. وهكذا إلى (ن)، باعتبار (ن) نتيجة كارثية.
4. إذا، الدعوى (أ) خاطئة.

بدون شك أن الحذر وجيه إذا انطبقت هذه السلسلة، غير أنها في هذه المغالطة لا تنطبق بالضرورة. ولا يوجد دليل على أن مثل هذه الفرضيات المتطرفة ستحدث فعلا في الواقع، لذلك فإن هذه المغالطة تستخدم عن طريق استغلال العاطفة من خلال الاستفادة من الخوف الناجم من حدوث المكروه مستقبلا.
أي لا يستطيع مواجهة الحجة إلا عبر التخويف بربطها بسلسلة من الأحداث الافتراضية السلبية التي تؤدي إلى نهاية سيئة أو عواقب غير مرغوبة.

## أنواع حجة منحدر زلق
صنَّف كتابٌ عديدون أنواعاً مختلفة من حجج المنحدر الزلق بطرق متنوعة ومختلفة وغالباً ما تكون هذه الأنواع متناقضة فيما بينها، مع ذلك فهناك نوعان أساسيَّان من الحجج التي يتمُّ وصفها بأنها حجج منحدر زلق، النوع الأول يُعرف بالمنحدر الزلق السببي the causal slippery slope، والسمة المميزة لهذا النوع هي أن الخطوات المختلفة المتتالية هي أحداث يكون كلٌّ منها هو السبب في التالي بحسب تسلسلها ، أما النوع الثاني فيمكن تسميته بالمنحدر الزلق القضائي the judgmental slippery slope، وهنا لا يتألف المنحدر من سلسلة أحداث متعاقبة ولكن إذا أصدرنا حكماً على حدث بعينه فسيتعين علينا إصدار حكم منطقي آخر وهكذا دواليك وصولاً للنتيجة.
تكمن صعوبة تصنيف حجج المنحدر الزلق في أنَّه لا يوجد إجماع واضح في المراجع المعنيَّة حول كيفية استخدام هذه المصطلحات بدقة، حتى أنَّ قد قيل أن تصنيف النوعين السابقين مع بعضهما رغم أنَّ لهما علاقة قد تبرر معاملتهما معاً إلا أنَّهما مختلفان ولا يشتركان إلا في الاسم فقط ، ولذلك فإنَّ أغلب الكتاب يعاملونهما جنباً إلى جنب ولكنهم يؤكدون على الاختلاف الواسع بينهما:273–311، فمثلاً يعطي كريستوفر تيندال تعريفاً يناسب فقط النوع السببي، ويُعرف المنحدر الزلق بقوله إنَّه نوعٌ من التفكير السلبي تجاه العواقب يتميز بوجود سلسلة سببية تبدأ بالإجراء أو الحدث المقترح وتنتهي بالنتيجة السلبية:273–311، من جهته يقول دوغ والتون إن السمة الأساسية للمنحدرات الزلقة هي «فقدان السيطرة» وهذا يتناسب فقط مع النوع الأول للمنحدر الزلق، مثل أحجار الدومينو التي تتألف من سلسلة من الأحداث التي يتسبب فيها كل حدث في التسلسل في الحدث الذي يليه بطريقة إجبارية ستحدث بمجرد وقوع الحدث الأول وصولاً للحدث الأخير «النتيجة النهائية للسلسلة».

## الاستعارة وبدائلها
يقترح دوغ والتون أن يُنسب إلى ألفريد سيدجويك أنَّه أول كاتب في علم المنطق وصف ما يمكن أن يُسمى اليوم حجة المنحدر الزلق، حيث يقول سيدجويك:
إذا بدأنا في اتخاذ مسار معين فلن نعرف أين سنكون قادرين على التوقف ولن يكون هناك سبب للتوقف في أي مكان من السلسلة على وجه الخصوص، وسوف نتقدم خطوة بخطوة إلى العمل أو الإجراءات التي نتفق جميعاً على وصفها بغير المرغوب فيها أو غير الصحيحة أو السلبية.
من جهته يتحدث إدوارد دامر عمَّا يصفه الآخرون بالمنحدر الزلق: "في حين أن هذه الصورة قد تكون واضحة لفهم طبيعة المغالطة ولكنها تمثل سوء فهم لطبيعة العلاقات السببية بين الأحداث، إنَّ كل حدث من الأحداث السببيَّة يتطلب حجة منفصلة، وبالتالي فإنَّ المنحدر الزلق يفشل في تقديم أدلة كافية على أن حدثاً واحداً يمكن أن يكون بمثابة تفسير لحدث آخر أو لسلسلة من الأحداث ، وبدلاً من ذلك يفضل دامر أن يُطلق عليها اسم مغالطة أحجار الدومينو، ويقترح هاورد كاهانا على أن التباين الموجود في مغالطة أحجار الدومينو قد عفا عليه الزمن لأنَّها كانت مرتبطة بنظرية أحجار الدومينو لتورط الولايات المتحدة في الحرب في فيتنام وعلى الرغم من أن الولايات المتحدة خسرت تلك الحرب إلا أن الدول الشيوعيَّة هي التي قد سقطت على أرض الواقع كما تتساقط أحجار الدومينو.
يعتقد فرانك ساليغر أنه في العالم الناطق بالألمانية يبدو أنَّ الصورة الدرامية لانفجار السد هي السائدة والمستخدمة على نطاق واسع للتعبير عن حجة المنحدر الزلق المستخدمة في العالم الناطق بالإنجليزية ، حالياً يتم التعامل مع حجج المنحدر الزلق على أنها المرادف لحجة «انفجار السد» خصوصاً مع ملاحظة أنَّ تحليلات حجج المنحدر الزلق المستمدة من الثقافة الإنجليزية يتم ترجمتها ونقلها بشكلٍ كبير للتعبير عن حجة انفجار السد ، إذا أردنا البحث عن الاختلافات الموجودة بين المصطلحين السابقين سنجد أنه في السد الذي انفجر هناك حدث أولي واضح في البداية وهناك حركة سريعة نحو الأحداث التالية الناتجة عنه، بينما في المنحدر الزلق هناك تتالي للأحداث مع أهمية أقل للحدث الأولي ويكون الانتقال بين الأحداث عملية تدريجية أكثر بطأ ، على الرغم من هذه الاختلافات فإنَّ إيغر يصرُّ على التعامل مع المصطلحين على أنَّهما مترادفين، ويجادل والتون بأنه على الرغم من أن الاثنين متماثلان ولكنَّ حجة انفجار السد لا تحمل أي عنصر أساسي في سلسلة من الخطوات من إجراء أولي إلى منطقة رمادية مع فقدان السيطرة المصاحب لها وصولاً للنتيجة النهائية، لهذه الأسباب يبدو من الأفضل التمييز بين حجج انفجار السد وحجج المنحدر الزلق.

## تحديد ميزات المنحدر الزلق
بالنظر إلى الخلاف الكبير حول ميزات وخصائص حجة منحدر الزلق، فمن الطبيعي والمتوقع وجود اختلافات واضحة عند محاولة وضع تعريف دقيق لها، يقول لاود: على الرغم من أنَّ جميع التعريفات تشترك في وضع ميزات معينة، ومع ذلك يبدو أنَّها مجموعة من المصطلحات المتقاربة ذات الصلة بدلاً من أن تكون شيئاً واحداً.
لقد حاول العديد من الكتاب وضع تصنيف عام لهذه الأنواع المختلفة من مغالطة المنحدر الزلق، في حين أعطى كتاب آخرون تعريفا عاماً واحداً يشمل جميع أنواع حجج المنحدر الزلق، يقول يوجين فولوغ "أعتقد أنَّ التعريف الأكثر فائدة هو الذي يغطي جميع المواقف الممكنة التي ينتهي فيها القرار "أ" الذي يبدو جذاباً لمجموعة معينة مما يزيد بشكل كبير من احتمال أن يتخذ الآخرون القرار "ب" الذي يتعارض مع القرار الأول ، إنَّ أولئك الذين يرون أن المنحدرات الزلقة جميعها من النوع السببي بشكل عام يقدمون تعريفاً بسيطاً ويستخدمون بعض الأمثلة المناسبة لتوضيح الصعوبة في تحديد فيما إذا كانت الحجة معقولة أو خاطئة، وسنجد أنَّ معظم التحليلات المفصلة للمنحدر الزلق قد تمَّ وضعها من قبل أولئك الذين يرون أن المنحدرات الزلقة الحقيقية هي من النوع الثاني بشكلٍ أساسي.